# Laymont
Laymont är en kommun i departementet Gers i regionen Occitanien i sydvästra Frankrike. Kommunen ligger i kantonen Lombez som tillhör arrondissementet Auch. År 2022 hade Laymont 230 invånare.

## Befolkningsutveckling
Antalet invånare i kommunen Laymont
Referens:INSEE